# Gare de South Bend
La gare de South Bend est une gare ferroviaire des États-Unis située à South Bend dans l'État de l'Indiana.

## Histoire
Elle est mise en service en 1970.

## Service des voyageurs

### Desserte
- Lignes d'Amtrak:
  - Le Capitol Limited: Chicago - Washington D.C.
  - Le Lake Shore Limited: Chicago - Boston/New York